# In Ghar
In Ghar là một đô thị thuộc tỉnh Tamanghasset, Algérie. Dân số thời điểm năm 2002 là 8.059 người.

## Khí hậu
In Ghar có khí hậu sa mạc nóng (phân loại khí hậu Köppen BWh), với mùa hè dài, rất nóng còn mùa đông ngắn và ấm.
| Dữ liệu khí hậu của In Ghar             | Dữ liệu khí hậu của In Ghar | Dữ liệu khí hậu của In Ghar | Dữ liệu khí hậu của In Ghar | Dữ liệu khí hậu của In Ghar | Dữ liệu khí hậu của In Ghar | Dữ liệu khí hậu của In Ghar | Dữ liệu khí hậu của In Ghar | Dữ liệu khí hậu của In Ghar | Dữ liệu khí hậu của In Ghar | Dữ liệu khí hậu của In Ghar | Dữ liệu khí hậu của In Ghar | Dữ liệu khí hậu của In Ghar | Dữ liệu khí hậu của In Ghar |
| Tháng                                   | 1                           | 2                           | 3                           | 4                           | 5                           | 6                           | 7                           | 8                           | 9                           | 10                          | 11                          | 12                          | Năm                         |
| --------------------------------------- | --------------------------- | --------------------------- | --------------------------- | --------------------------- | --------------------------- | --------------------------- | --------------------------- | --------------------------- | --------------------------- | --------------------------- | --------------------------- | --------------------------- | --------------------------- |
| Trung bình ngày tối đa °C (°F)          | 21.6 (70.9)                 | 25.1 (77.2)                 | 28.6 (83.5)                 | 33.2 (91.8)                 | 38.6 (101.5)                | 44.1 (111.4)                | 46.4 (115.5)                | 45.5 (113.9)                | 41.9 (107.4)                | 35.1 (95.2)                 | 27.1 (80.8)                 | 21.9 (71.4)                 | 34.1 (93.4)                 |
| Trung bình ngày °C (°F)                 | 14.3 (57.7)                 | 17.6 (63.7)                 | 21.0 (69.8)                 | 25.2 (77.4)                 | 30.4 (86.7)                 | 35.9 (96.6)                 | 37.7 (99.9)                 | 37.2 (99.0)                 | 33.8 (92.8)                 | 27.4 (81.3)                 | 20.1 (68.2)                 | 14.9 (58.8)                 | 26.3 (79.3)                 |
| Tối thiểu trung bình ngày °C (°F)       | 7.1 (44.8)                  | 10.0 (50.0)                 | 13.3 (55.9)                 | 17.1 (62.8)                 | 22.1 (71.8)                 | 27.6 (81.7)                 | 29.2 (84.6)                 | 28.8 (83.8)                 | 25.8 (78.4)                 | 19.7 (67.5)                 | 13.0 (55.4)                 | 7.8 (46.0)                  | 18.5 (65.2)                 |
| Lượng Giáng thủy trung bình mm (inches) | 3.7 (0.15)                  | 3.5 (0.14)                  | 1.2 (0.05)                  | 1.6 (0.06)                  | 0.5 (0.02)                  | 0.1 (0.00)                  | 0.0 (0.0)                   | 0.5 (0.02)                  | 0.2 (0.01)                  | 1.2 (0.05)                  | 0.5 (0.02)                  | 2.7 (0.11)                  | 15.7 (0.63)                 |
| Độ ẩm tương đối trung bình (%)          | 41.3                        | 35.0                        | 27.1                        | 23.8                        | 20.8                        | 17.7                        | 15.6                        | 16.8                        | 21.9                        | 29.9                        | 35.8                        | 41.9                        | 27.3                        |
| Nguồn 1: NOAA                           |                             |                             |                             |                             |                             |                             |                             |                             |                             |                             |                             |                             |                             |
| Nguồn 2: climatebase.ru (đo độ ẩm)      |                             |                             |                             |                             |                             |                             |                             |                             |                             |                             |                             |                             |                             |